# Rajd Portugalii 1995
Rezultaty Rajdu Portugalii (29. TAP Rallye de Portugal), eliminacji Rajdowych Mistrzostw Świata w 1995 roku, który odbył się w dniach 8-10 marca. Była to trzecia runda czempionatu w tamtym roku. Bazą rajdu było miasto Figueira da Foz. 

## Wyniki końcowe rajdu
| Msc.                   | Kierowca               | Pilot                  | Samochód                 | Czas                   | Strata                 | Grupa                  | Punkty                 |
| Klasyfikacja generalna | Klasyfikacja generalna | Klasyfikacja generalna | Klasyfikacja generalna   | Klasyfikacja generalna | Klasyfikacja generalna | Klasyfikacja generalna | Klasyfikacja generalna |
| ---------------------- | ---------------------- | ---------------------- | ------------------------ | ---------------------- | ---------------------- | ---------------------- | ---------------------- |
| 1                      | Carlos Sainz           | Luis Moya              | Subaru Impreza 555       | 5:32.37                | 0.0                    | A8 M                   | 20                     |
| 2.                     | Juha Kankkunen         | Nicky Grist            | Toyota Celica GT-Four    | 5:32.49                | +0.12                  | A8 M                   | 15                     |
| 3.                     | Colin McRae            | Derek Ringer           | Subaru Impreza 555       | 5:35.51                | +3.14                  | A8 M                   | 12                     |
| 4.                     | Armin Schwarz          | Klaus Wicha            | Toyota Celica GT-Four    | 5:37.36                | +4.59                  | A8 M                   | 10                     |
| 5.                     | Didier Auriol          | Bernard Occelli        | Toyota Celica GT-Four    | 5:38.50                | +8.46                  | A8 M                   | 8                      |
| 6.                     | Bruno Thiry            | Stéphane Prévot        | Ford Escort RS Cosworth  | 5:41.23                | +8.46                  | A8 M                   | 6                      |
| 7.                     | Richard Burns          | Robert Reid            | Subaru Impreza 555       | 5:46.58                | +14.21                 | A8 M                   | 4                      |
| 8.                     | Alex Fiorio            | Vittorio Brambilla     | Ford Escort RS Cosworth  | 5:58.44                | +25.37                 | A8 M                   | 3                      |
| 9.                     | Rui Madeira            | Nuno da Silva          | Mitsubishi Lancer Evo II | 6:03.36                | +30.59                 | N4 M                   | 2                      |
| 10.                    | Jorge Recalde          | Martin Christie        | Mitsubishi Lancer Evo II | 6:07.22                | +34.45                 | N4 M                   | 1                      |
| 11.                    | Isolde Holderied       | Christina Thörner      | Mitsubishi Lancer Evo II | 6:13:33                | +40:56                 | N4 M                   | -                      |
| PWRC                   |                        |                        |                          |                        |                        |                        |                        |
| 1 (9.)                 | Rui Madeira            | Nuno da Silva          | Mitsubishi Lancer Evo II | 6:03.36                | -                      | N4 M                   |                        |
| 2 (10.)                | Jorge Recalde          | Martin Christie        | Mitsubishi Lancer Evo II | 6:07.22                | +3:46                  | N4 M                   |                        |
| 3 (11.)                | Isolde Holderied       | Christina Thörner      | Mitsubishi Lancer Evo II | 6:13:33                | +9:57                  | N4 M                   |                        |
| 2L WRC                 |                        |                        |                          |                        |                        |                        |                        |
| 1 (16.)                | Piergiorgio Deila      | Pierangelo Scalvini    | Peugeot 306 S16          | 6:27:55                | -                      | A7                     |                        |
| 2 (21.)                | Raphael Sperrer        | Peter Diekmann         | Opel Astra GSi 16V       | 6:35:08                | +7:13                  | A7                     |                        |
| 3 (22.)                | Erwin Weber            | Manfred Hiemer         | Seat Ibiza GTi 16V       | 6:36:21                | +8:26                  | A7                     |                        |

1. ↑  Litera M przy oznaczeniu grupy do której należy samochód oznacza, iż tylko ci kierowcy zdobywali punkty dla swoich zespołów liczonych w klasyfikacji producentów na koniec sezonu.

## Klasyfikacja po 3 rundach
Tabele przedstawiają tylko pięć pierwszych miejsc.

### Kierowcy
| Lp. | Kierowca         | Pkt |
| --- | ---------------- | --- |
| 1   | Carlos Sainz     | 40  |
| 2   | Juha Kankkunen   | 37  |
| 3   | Tommi Makinen    | 25  |
| 4   | Kenneth Eriksson | 20  |
| 5   | Bruno Thiry      | 20  |

### Producenci
| Lp. | Producent           | Pkt |
| --- | ------------------- | --- |
| 1   | Mitsubishi Ralliart | 132 |
| 2   | Toyota              | 121 |
| 3   | 555 Subaru WRT      | 106 |
| 4   | R.A.S. Ford         | 101 |